# Nemesia ungoliant
Espèce
Nemesia ungoliant est une espèce d'araignées mygalomorphes de la famille des Nemesiidae.

## Distribution
Cette espèce est endémique du Portugal.

## Description
Le mâle holotype mesure 10,4 mm et la femelle paratype 20,0 mm, les mâles mesurent de 8,2 à 14,5 mm et les femelles de 17,7 à 20,9 mm.

## Étymologie
Le nom de l'espèce fait référence au personnage Ungoliant de l'œuvre de John Ronald Reuel Tolkien.

## Publication originale
- Decae, Cardoso & Selden, 2007 : Taxonomic review of the Portuguese Nemesiidae (Araneae, Mygalomorphae). Revista Iberica de Aracnologia, vol. 14, p. 1-18 (texte intégral).